# Storia di due mondi
Storia di due mondi (A Tale of Two Worlds) è un film muto del 1921 diretto da Frank Lloyd. Prodotto e distribuito dalla Goldwyn, aveva come interpreti J. Frank Glendon, Leatrice Joy, Wallace Beery.

## Trama
Carmichael, un mercante d'antiquariato entrato in possesso di un prezioso scettro Ming, viene ucciso in Cina insieme alla moglie dai Boxer in rivolta. L'unica sopravvissuta della famiglia è la loro bambina, salvata dal domestico Ah Wing, che la tiene con sé come una figlia. Anni dopo, la ragazza, cresciuta con il nome Sui Sen, si trova a San Francisco dove è concupita da Ling Jo, il capo dei Boxer, che ottiene lo scettro come condizione per il loro fidanzamento. Lei, però, si innamora di Newcombe, un ricco americano che la salva da Ling Jo. Quest'ultimo muore cadendo nella trappola preparata per il suo rivale, lasciando libera la giovane.

## Produzione
Le riprese del film, prodotto dalla Goldwyn Pictures Corporation con il titolo di lavorazione The Water Lily, terminarono nel dicembre 1920 o nel gennaio 1921.
Negli studi Goldwyn di Culver City venne ricostruita una "strada cinese" dove fu girato il massacro dei boxer. Durante le riprese, il regista Frank Lloyd ha sfruttato un vero incendio scoppiato a Venice, riprendendolo con il cameraman Norbert Brodine e usando delle comparse. Il girato, di "diverse migliaia di piedi" (come riportava Exhibitors Herald del 22 gennaio 1921), fu poi utilizzato per integrare le scene del tempio in fiamme.

## Distribuzione

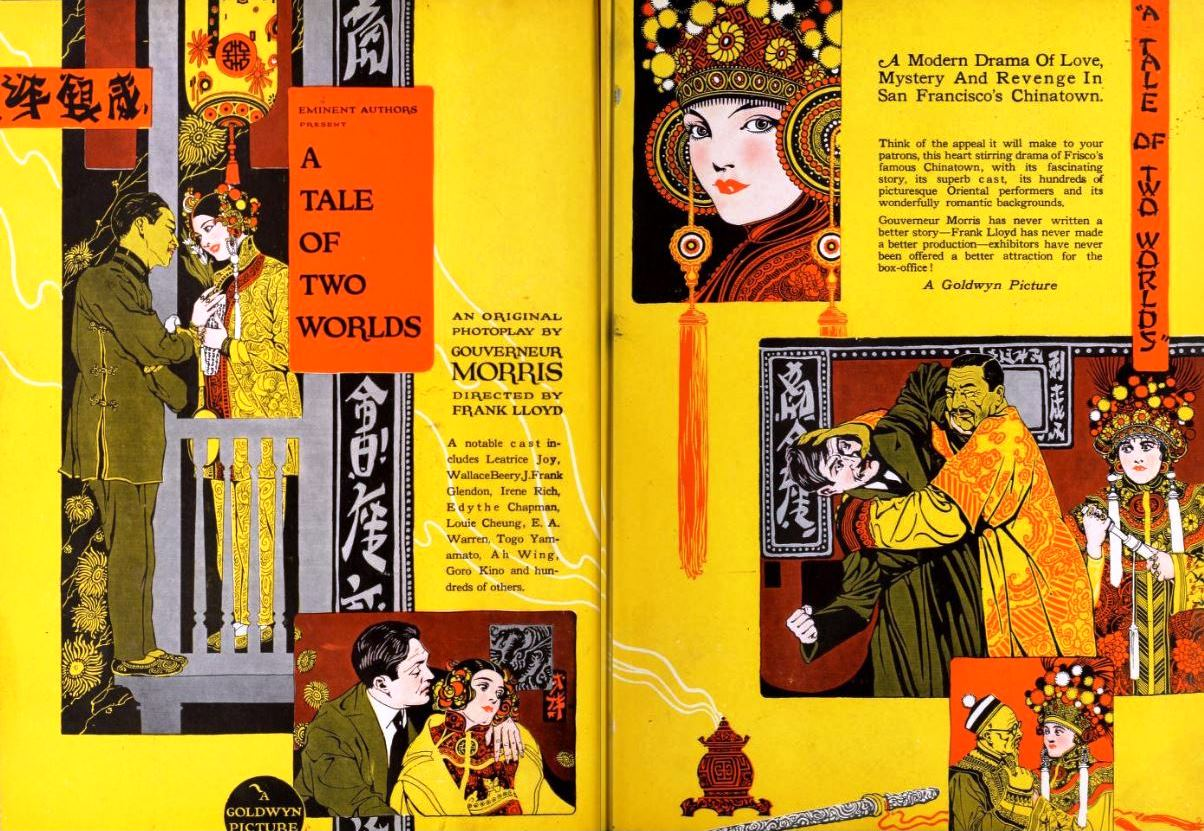
Pubblicità su Exhibitors Herald (2 aprile 1921)

Il copyright del film, richiesto dalla Goldwyn, fu registrato il 17 marzo 1921 con il numero LP16286.

Distribuito dalla Goldwyn Pictures Corporation, il film uscì nelle sale cinematografiche statunitensi nel marzo 1921. A New York, venne presentato nella settimana del 21 marzo 1921 al Capitol Theatre.
Del film esiste una copia in positivo 16 mm, un nitrato positivo 35 mm e un acetato negativo 35 mm. Le copie si trovano conservate negli archivi della Library of Congress di Washington e in quelli dell'Academy Film Archive di Beverly Hills.
Nel 2008, la Grapevine ha distribuito il film in DVD con il sistema NTSC insieme a The Fast Mail-Man.